# Nörder-Långtjärnen
Nörder-Långtjärnen är en sjö i Åre kommun i Jämtland och ingår i Indalsälvens huvudavrinningsområde. Sjön har en area på 0,216 kvadratkilometer och ligger 786,3 meter över havet. Nörder-Långtjärnen ligger i Vålådalen Natura 2000-område.

## Delavrinningsområde
Nörder-Långtjärnen ingår i det delavrinningsområde (700348-137644) som SMHI kallar för Utloppet av Nörder-Långtjärnen. Medelhöjden är 810 meter över havet och ytan är 1,84 kvadratkilometer. Det finns inga avrinningsområden uppströms utan avrinningsområdet är högsta punkten. Vattendraget som avvattnar avrinningsområdet har biflödesordning 5, vilket innebär att vattnet flödar genom totalt 5 vattendrag innan det når havet efter 334 kilometer. Avrinningsområdet består mestadels av skog (79 procent). Avrinningsområdet har 0,25 kvadratkilometer vattenytor vilket ger det en sjöprocent på 14,6 procent.